# Gorla Maggiore
Gorla Maggiore est une commune de la province de Varèse dans la région Lombardie en Italie.

## Toponyme
Dérivé du terme gulula, diminutif du latin gula: cavité.
Pourrait également résulter de gurgula, du latin gurgus: gorge.

## Administration
| Période                                  | Période  | Identité                    | Étiquette | Qualité |
| ---------------------------------------- | -------- | --------------------------- | --------- | ------- |
| 5/4/2005                                 | En cours | Fabrizio Rosangelo Caprioli |           | employé |
| Les données manquantes sont à compléter. |          |                             |           |         |

### Hameaux
Cascinazza, Deserto